# ウィンダム・ベイ (護衛空母)
ウィンダム・ベイ (USS Windham Bay, CVE-92) は、アメリカ海軍の護衛空母。カサブランカ級航空母艦の38番艦。艦名はアラスカ州南東部トンガス国立森林公園内にあるウィンダム湾に由来する。

## 艦歴
「ウィンダム・ベイ」は1944年1月5日に海事委任契約の下ワシントン州バンクーバーのカイザー造船所で起工する。1944年3月29日にヘンリー・M・クーパー夫人によって進水し、1944年5月3日にチャールズ・W・オークスル艦長の指揮下で就役した。

### 第二次世界大戦
ピュージェット湾での慣熟訓練の後、「ウィンダム・ベイ」は6月6日にサンディエゴに向けて出港。パイロット資格取得考査とカタパルト試験を行い、ハワイ宛ての航空機と便乗者を乗せて6月12日に出港し、6月19日に真珠湾に到着した。ハワイ宛の物件を降ろしてマーシャル諸島宛ての航空機と便乗者を乗せ、6月25日に出港し、7月2日にマジュロに到着した。ここで積荷を降ろした後、クェゼリン環礁に移動して第531海兵夜戦飛行隊 (VMF(N)-532) の航空機と関係者をマリアナ諸島に向けて輸送し、サイパン島ガラパン錨地に到着した。帰途、捕獲した日本機をハワイまで運び、7月10日に真珠湾に到着。15日間の停泊の後、7月25日に出港して31日にサンディエゴに到着。サンペドロでオーバーホールに入った。
オーバーホールは8月一杯までかかった。オーバーホールを終えてすぐの9月1日、「ウィンダム・ベイ」は航空機輸送任務に戻ってエミラウ島とマヌス島に向かった。9月中旬にエミラウ島、9月18日にマヌス島に寄港して輸送任務を終え、便乗者を乗せてエスピリトゥサント島に向かった。10月5日に航空機の輸送で再びマヌス島に向かって輸送の任を果たした後、10月の第2週にはガダルカナル島に短期間寄港。エスピリトゥサント島を経由して、10月20日にサンディエゴに戻った。11月には、2度目の南太平洋への輸送任務を行い、マヌス島へ航空機を輸送。ガダルカナル島でペリリューの戦いおよびアンガウルの戦いでの350名の負傷者を収容し、11月24日にサンディエゴに到着した。
「ウィンダム・ベイ」は12月10日から27日までサンディエゴに停泊の後、航空機輸送任務を再開した。1945年1月2日に真珠湾に到着し、貨物を降ろしてF4U戦闘機を乗せて1月5日に出港し、1月9日にミッドウェー島に到着してF4Uを降ろした後翌日に出港して、2月13日に真珠湾に戻ってきた。2月1日、「ウィンダム・ベイ」は第58任務部隊（マーク・ミッチャー中将）に対する補充の航空機を搭載して真珠湾を出港し、中部太平洋に向かった。途中、エニウェトク環礁に停泊の後、ウルシー環礁に到着した。
「ウィンダム・ベイ」は第5艦隊（レイモンド・スプルーアンス大将）の補給部隊である第50.8任務群に加わって、硫黄島の戦いと沖縄戦の狭間に行われた戦いで第58任務部隊を支援した。以降の約4ヵ月の間、補給部隊に属してグアムと南西諸島近海の間を往復し続けた。6月4日から5日にかけて、第38任務部隊（ジョン・S・マケイン・シニア中将）に随伴中の「ウィンダム・ベイ」は、折からの猛烈な台風に襲われ、飛行甲板と格納庫が損傷して航空機が流出した。6月16日、第30.8任務群から外れてマリアナ諸島経由で真珠湾に向かい、6月25日に到着。2日後に出港して7月11日にサンディエゴに到着後、台風による損傷の修理に入った。修理は8月下旬まで続き、その間に戦争は終わった。
8月26日、修復なった「ウィンダム・ベイ」はサンディエゴを出港し、第312海兵夜戦飛行隊をグアムまで輸送。真珠湾で停泊の後、9月15日にアプラ港に到着した。第312海兵夜戦飛行隊を降ろした後、サマール島へと向かい、9月19日に到着。ここで便乗者と航空機、各種設備を積み込み、9月24日にレイテ島を出港して27日にグアムに寄港の後、10月7日に真珠湾に到着。翌10月8日、西海岸に向けて出港し、10月14日にサンディエゴに到着した。
5日後、「ウィンダム・ベイ」はマジック・カーペット作戦に参加するため真珠湾に向かった。真珠湾とサンペドロ間を一往復した後、11月13日に西太平洋に向けて出港。11月26日にサマール島に到着して復員兵を乗せ、11月28日に出港後、真珠湾を経由して12月17日にカリフォルニア州ポート・ヒューニーメに到着。翌12月18日にサンペドロに回航され、同地で1946年を迎えた。
1月8日、「ウィンダム・ベイ」はサンペドロを出港してハワイに向かった。1月14日に真珠湾に到着後、早くも翌日には出港して1月21日にはサンペドロに戻ってきた。数日後、タコマに移動。1月25日に同地で太平洋予備役艦隊入りし、8月23日に退役して引き続きタコマで係留された。

### 朝鮮戦争
1950年夏に朝鮮戦争が勃発すると、「ウィンダム・ベイ」は10月28日にチャールズ・E・ブルントン艦長の指揮下で再就役した。11月20日に南に下ってカリフォルニアに向かい、サンフランシスコを経由して12月2日にサンディエゴに到着した。11日後にサンフランシスコに引き返した後、12月19日に真珠湾へ向けて航海し、1951年1月2日にアラメダに戻ってきた。5日後には再び西に向かい、1月24日に横浜港に到着して朝鮮半島の戦場に送られる国連軍の貨物や航空機を陸揚げした。2日後に横浜を出港した「ウィンダム・ベイ」は、サイゴンとマニラに寄港した後、2月24日にサンフランシスコ湾に到着した。
「ウィンダム・ベイ」はアメリカ本国と日本間での補給任務に就くことなり、以後20ヵ月もの間、サンフランシスコやサンディエゴと横須賀との間を9往復した。通常はサンフランシスコおよびサンディエゴと横須賀以外には寄港しなかったが、1952年10月から11月の航海では例外として高雄とバンコクに足を伸ばし、日本を経由して12月9日にアラメダに到着した。
1953年も「ウィンダム・ベイ」はアメリカと日本間の輸送任務を行っていたが、ほどなく朝鮮戦争は休戦となった。「ウィンダム・ベイ」の日本における寄港地は増え、また1954年5月と1955年2月、3月には、間もなくベトナム共和国の首都となったサイゴンを訪問した。1955年6月12日にCVU-92（雑役空母）に艦種変更され、1957年5月に那覇を訪問し、同年12月にはサイゴンにも立ち寄った。この頃の主任務は、西太平洋に展開する高速空母の活動を支援し、日本から航空機を輸送する任務となっていた。
「ウィンダム・ベイ」は1959年1月に退役し、太平洋予備役艦隊サンフランシスコ・グループに編入された。その後、2月1日に除籍され、ニューヨークのヒューゴー・ニュー・スチール・プロダクツ社に売却された後、1961年2月に日本で解体された。
「ウィンダム・ベイ」は第二次世界大戦の戦功で3つの従軍星章を受章した。 